# Garcinia madagascariensis
Garcinia madagascariensis är en tvåhjärtbladig växtart som först beskrevs av Jules Émile Planchon och Triana, och fick sitt nu gällande namn av Henri Ernest Baillon och Jean Baptiste Louis Pierre. Garcinia madagascariensis ingår i släktet Garcinia och familjen Clusiaceae. Inga underarter finns listade i Catalogue of Life.